# Tariku Bekele
Tariku Bekele (født 21. januar 1987) er en etiopisk langdistanceløber, hvis speciale er 5000 meteren. Han er lillebror til Kenenisa Bekele.

## Præstetioner
| Årstal | Turnering    | Sted               | Resultat | Disciplin |
| ------ | ------------ | ------------------ | -------- | --------- |
| 2003   | VM Ungdom    | Sherbrooke, Canada | 2. plads | 3000 m    |
| 2004   | VM Junior    | Grosseto, Italien  | 3. plads | 5000 m    |
| 2006   | VM Indendørs | Moskva, Rusland    | 6. plads | 3000 m    |
| 2006   | VM Junior    | Beijing, Kina      | 1. plads | 5000 m    |

### Personlige rekorder
- 3000 meter – 7:29.11 min (2006)
- 5000 meter – 12:53.81 min (2006)